# Blauer Holunder

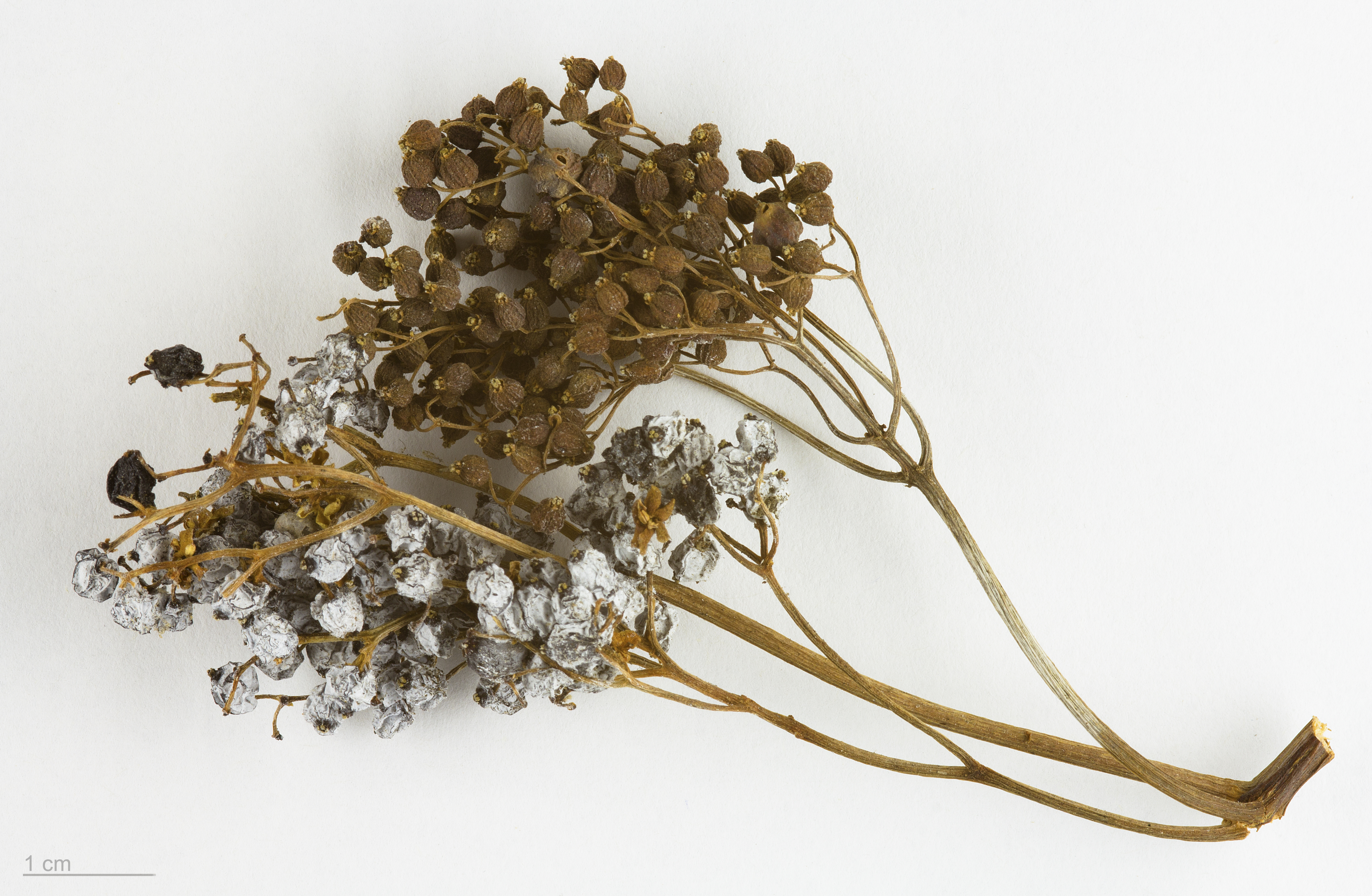
Sambucus cerulea

Blauer Holunder (Sambucus cerulea) ist ein Strauch oder Kleinbaum in der Gattung der Holunder aus der Familie der Moschuskrautgewächse (Adoxaceae).

## Beschreibung

### Erscheinungsbild und Blatt
Der Blaue Holunder ist ein mehrstämmiger, 2 bis 6 Meter hoher und verholzender Strauch, der manchmal das Aussehen und die Größe eines kleinen Baumes erreicht. Die gegenständigen Laubblätter sind gestielt und glatt oder annähernd glatt. Sie sind unpaarig gefiedert und bestehen aus meist sieben bis neun eiförmig bis schmal länglich-runden und gezähnten Blättchen. Die fehlenden oder gewöhnlich bald abfallenden Nebenblätter sind klein und linealisch geformt.

### Blütenstand und Blüte
Die Blütezeit reicht von Mai bis Juli. Der etwa 4 bis 15 Zentimeter breite Blütenstand ist eine flache Schirmrispe mit vier bis fünf Strahlen, die ihrerseits wiederum in schirmähnlichen Teilfruchtständen enden. Die zwittrigen, radiärsymmetrischen Blüten sind fünfzählig mit doppelter Blütenhülle und im Durchmesser 4 bis 6 (selten bis 7) Millimeter groß. Sie besitzen einen strengen, unangenehmen Geruch. Die fünf weißen oder cremefarbenen Kronblätter sind kurz verwachsen.

### Frucht und Samen
Die runden, beerenähnlichen und saftigen Steinfrüchte sind 4 bis 6 Millimeter groß und bei Reife bläulichschwarz. Durch einen wächsernen Belag erscheinen sie bleich und blau bemehlt. Sie enthalten drei bis fünf kleine, samenähnliche Kerne, die je einen Samen enthalten.

## Verbreitung
Der Blaue Holunder ist im Westen Nordamerikas beheimatet. In Kanada findet man ihn von Alberta bis British Columbia, in den USA südwärts über alle westlichen Bundesstaaten bis Kalifornien, Arizona, New Mexico und Texas. Die südlichsten Bestände sind im nördlichen Mexiko anzutreffen. 
Er gedeiht auf feuchten Hängen und in Schluchten mit Gelb-Kiefer und Amerikanischer Zitterpappel.

## Systematik
Sambucus cerulea wurde 1838 von Constantine S. Rafinesque-Schmaltz in Alsographia Americana, Seite 48 erstbeschrieben. Eine orthographische Variante ist Sambucus caerulea Raf.
Die Art gehört zum Sambucus nigra-Komplex, als solche wird sie gelegentlich als Unterart Sambucus nigra L. subsp. cerulea (Raf.) Bolli eingestuft.  Weitere Synonyme für Sambucus cerulea sind Sambucus glauca Nutt., Sambucus mexicana auct. non C.Presl ex DC. und Sambucus neomexicana Wooton.
Je nach Autor werden zwei Varietäten geführt:
- Sambucus cerulea var. neomexicana (Wooton) Rehder
- Sambucus cerulea var. velutina (Durand & Hilg.) Schwer.